# Пергаміно
Пергаміно (ісп. Pergamino) — місто на сході Аргентини у провінції Буенос-Айрес. За даними перепису 2010 року кількість населення склала 104 922 чоловік.

## Історія
Території навколо сучасного міста завжди цінувались місцевими племенами, такими як Чарруа та Мапуче, що й проживали у цій місцевості, за родючість ґрунтів і чудові пасовища. З цієї самої причини на цю місцевість звернули увагу іспанські колоністи близько 1620 року. Поселення швидко стає важливим пунктом на торговому шляху між Буенос-Айресом та Кордовою, воно отримало свою назву 3 січня 1926 року за назвою пергаменту (документ, втрачений групою іспанців). Перші підприємства у поселенні відкрились у 1700 та у 1749 роках. Постійні напади місцевих племен змусили зводити фортецю. Однак ці атаки не припинялись, і 8 серпня 1751 року селище було зруйновано. Все ж ця місцина продовжує цікавити Буенос-Айрес й у 1769 році командувач Хуан Гонсалес наказав відбудувати селище. Відбудова пройшла успішно, кюре сусіднього Арресіфеса був призначений єпископом Пергаміно у 1779 році, а у 1784 році поселення стало центром однойменного округу. Фортеця Пергаміно відігравала важливу роль на початкових стадіях війни за незалежність, а у 1815 році стала центром заколоту полковника Ігнасіо Альвареса Томаса проти уряду верховного правителя Карлоса Марії де Альвеара. 

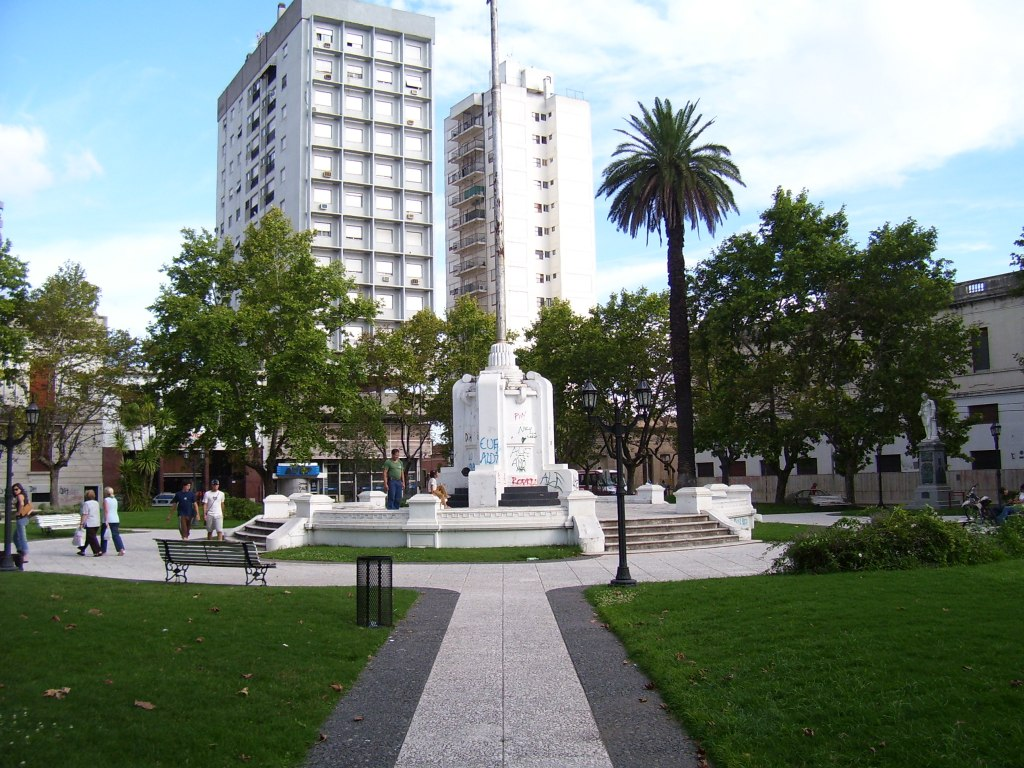
Мерсед Плаза

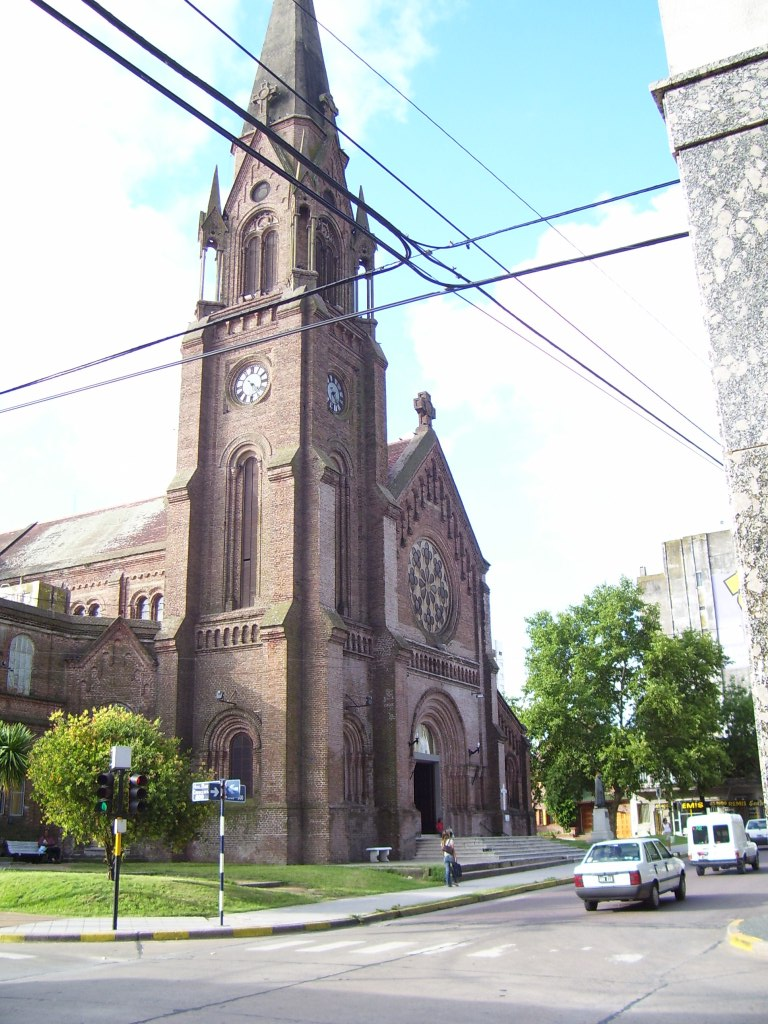
Церква святої Діви Марії

Після завершення визвольної боротьби новий прогресивний губернатор Буенос-Айреса Мартін Родрігес був призначений на пост мирового судді у 1822 році, а перша школа була відкрита тут у 1828. Невдовзі у місті було розміщено кілька звіроферм, які належали родичам Хуана Мануеля де Росаса під час його перебування у владі. Проте в результаті правління репресивного режиму Росаса єдину школу було закрито у 1838 році. Після усунення режиму Росаса і обрання на посаду губернатора Буенос-Айреса, а у 1862 році і президентом країни Бартоломе Мітре почались прогресивні зрушення й у житті Пергаміно. Мітре у 1862 році заснував перший в Аргентині інститут агрономії, що посприяло стрімкому розвитку сільського господарства, зокрема й у районі Пергаміно. Найбільшим сектором сільського господарства стало вирощування кукурудзи. Селище почало швидко зростати, включаючи й відкриття чотирьох шкіл у 1873 році; проте реальне зростання потужності Пергаміно почалось із відкриттям тут залізничної станції (1882) на шляху до Росаріо. Пергаміно, чисельність населення якого перевищувала 10 000 та у якому було понад 90 зареєстрованих підприємств, формально отримав статус міста 23 жовтня 1895 року.

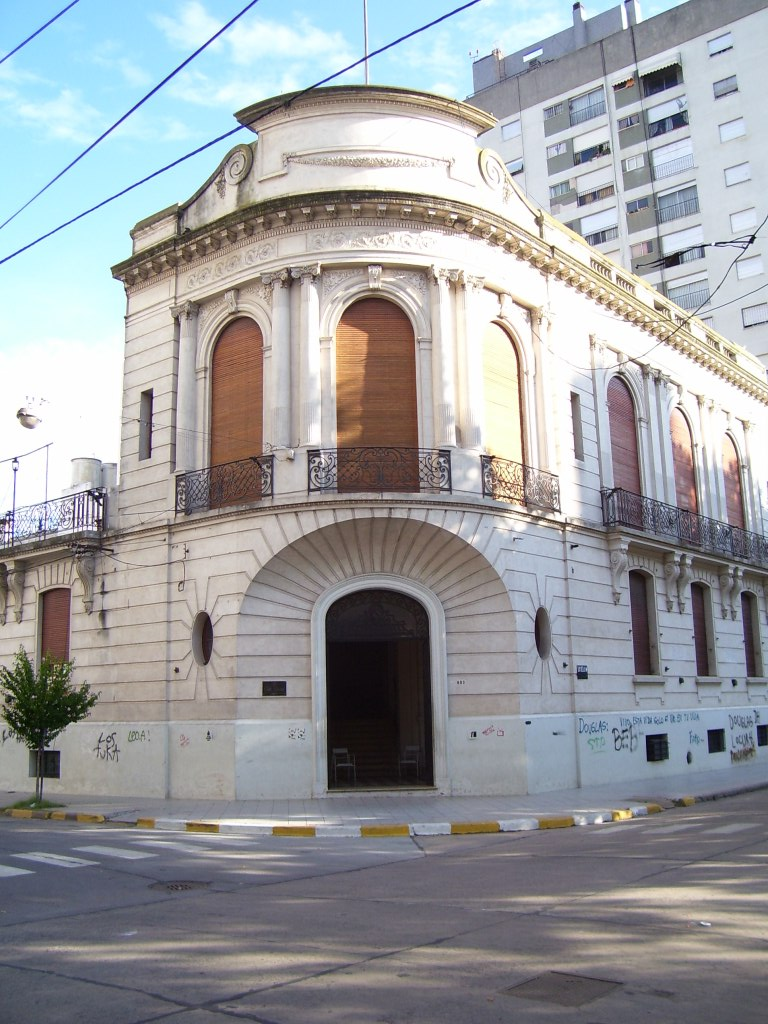
Соціальний клуб Пергаміно

Продовжуючи спиратись на вирощування кукурудзи, місцеві фермери заснували власним коштом сільськогосподарську лабораторію у 1912 році. Населення Пергаміно, кількість якого тепер збільшувалась за рахунок європейських переселенців, зросла більше, ніж втричі за період з 1895 до 1914 року, й перевищила 30 000 чоловік. За цих часів у місті було закладено баскську, п'ємонтську, прованську та ліванську громади, а у 1913 році було відкрито Готель Рим, одну з найвідоміших споруд, збудованих у стилі модерн. Один з емігрантів з П'ємонта, Енріке Веніні, заснував першу місцеву газету, що отримала назву La Opinión (1917). У місті продовжували зростати громади емігрантів, у тому числі з'явилась і громада інженерів-залізничників, що прибули з Великої Британії, що сприяло також і розвитку шляхів сполучення у місті та прилеглих територіях. Деякі з цих інженерів, а також директор Центральної Аргентинської залізниці Рональд Леслі вирішили організувати першу в місті футбольну команду, що і зробили 18 листопада 1918 року. Ця команда отримала назву на честь британського фельдмаршала, героя англо-бурської та Другої світової війн, генерала Дугласа Хейга. Клуб Атлетико Дуглас Хейг нині відома регіональна команда, яка вже упродовж тривалого часу входить до складу аргентинської ліги B.
Головний храм Пергаміно й міська ратуша були засновані у 1930 році. Після десяти років процвітання настала Велика депресія. Яка призвела до банкрутства багатьох дрібних господарств і промислових підприємств, проте місто почало швидко відновлюватись. У 1936 році відкрився Міський музей мистецтв. Руйнівна повінь 1939 року змусила зводити систему дамб і каналів уздовж річки Пергаміно. Чисельність населення міста у 1947 році сягнула 50 000 чоловік, і Пергаміно вперше виходить на провідні ролі у промисловості регіону. Натомість за часів правління Хуана Перона знизились темпи сільськогосподарського виробництва, що було дивно для цього аграрного регіону. Ліквідація режиму Хуана Перона у 1955 році та заснування наступного ж року Національної сільськогосподарської лабораторії (НІСТ) у Пергаміно сприяли відродженню сільськогосподарського сектору.

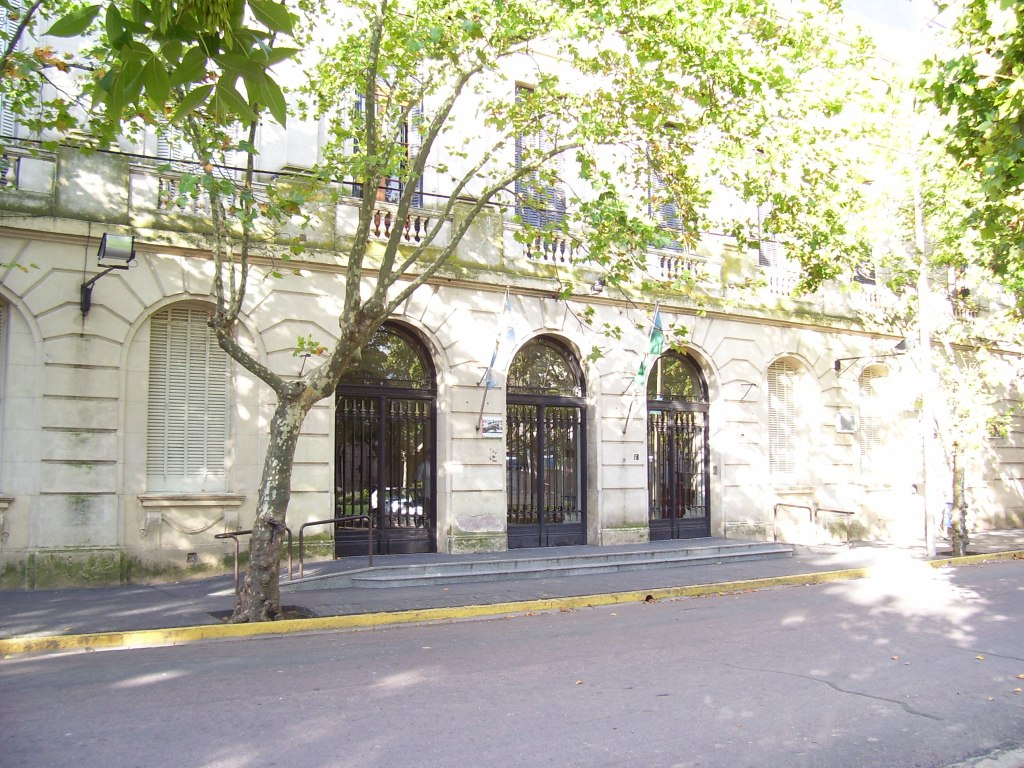
Міська ратуша

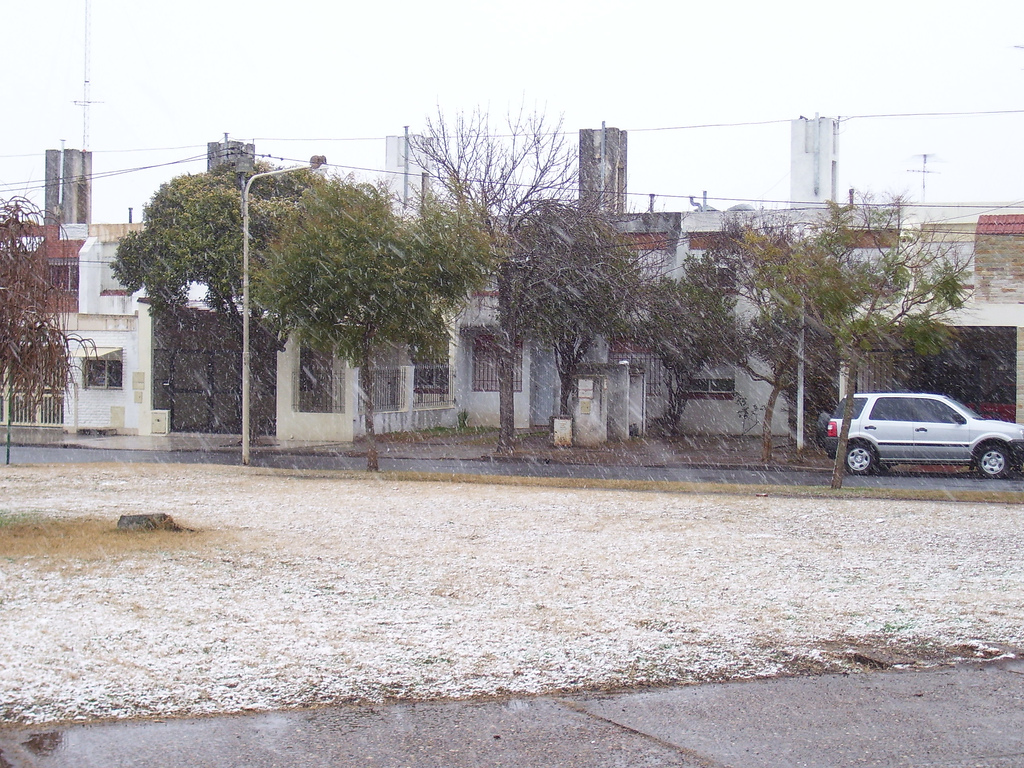
Снігопад 2007 року, перший у Пергаміно з 1975 року

На загальних виборах 1963 року переміг уродженець Пергаміно Артуро Умберто Ільїя, який став новим президентом країни. За правління останнього місто продовжувало розвиватись в економічному та соціальному плані. У місті було зведено перші багатоповерхові будинки, а також промисловий сектор.  Інший уродженець Пергаміно, Ектор Чаверо, набув відомості завдяки своїм фольклорним баладам під псевдонімом Атауальпа Юпанкі. Попри те, що він помер 1992 року, його творчість продовжує мати великий вплив на музичне мистецтво Аргентини й сьогодні.
Наприкінці 1940-их років один з ліванських емігрантів, Ісак Аннан, заснував у місті перший швейний завод. До 1970 року у місті діяли вже філії таких торгових марок як Wrangler Jeans, Fiorucci, Levi's, Lee Jeans й багатьох інших місцевих фірм, на яких було зайнято близько 6 000 працівників. Нащадок французьких іммігрантів, Роберто Генуа, заснував тут найбільший лісопильний та меблевий комбінат. До того часу Пергаміно став найбільшим промисловим центром північної частини провінції Буенос-Айрес. Загальнодержавна економічна нестабільність після 1975 року негативно позначилась на економіці міста. До 1985 року кількість текстильних підприємств значно зменшилась (деякі було закрито, а інші перетворились на спільні підприємства). Попри це, місто продовжувало зростати, у 1980 році кількість населення сягнула 70 000. Місто було обрано для розміщення в ньому престижного науково-дослідного інституту вірусології (INEVH) у 1978 році. У 1985 році тут було відкрито першу в країні станцію кабельного телебачення. Економічні проблеми призвели до зростання рівня безробіття, у 1989 році навіть було призупинено друк La Opinión. Через фінансові труднощі засновник цієї газети був змушений продати її теперішнім власникам.
Серйозні повені 1975, 1984 та 1995 років підкреслили необхідність додаткових інвестицій у розвиток інфраструктури, й до 2002 року сукупний ефект від хвилі імпорту і глибокої економічної кризи призвели до скорочення промислового сектору в Пергаміно, зокрема, було скорочено близько 600 робітників. На хвилі зростання рівня злочинності та загального песимістичного настрою, одним з найвизначніших досягнень цієї епохи стало відкриття Регіонального університету Пергаміно, першого вишу у місті (1993). Після створення у 2002 році Національного університету Північно-Західного Буенос-Айреса Регіональний університет став одним з його факультетів. Нині у кампусі в Пергаміно навчається 500 студентів щороку.

## Місто сьогодні

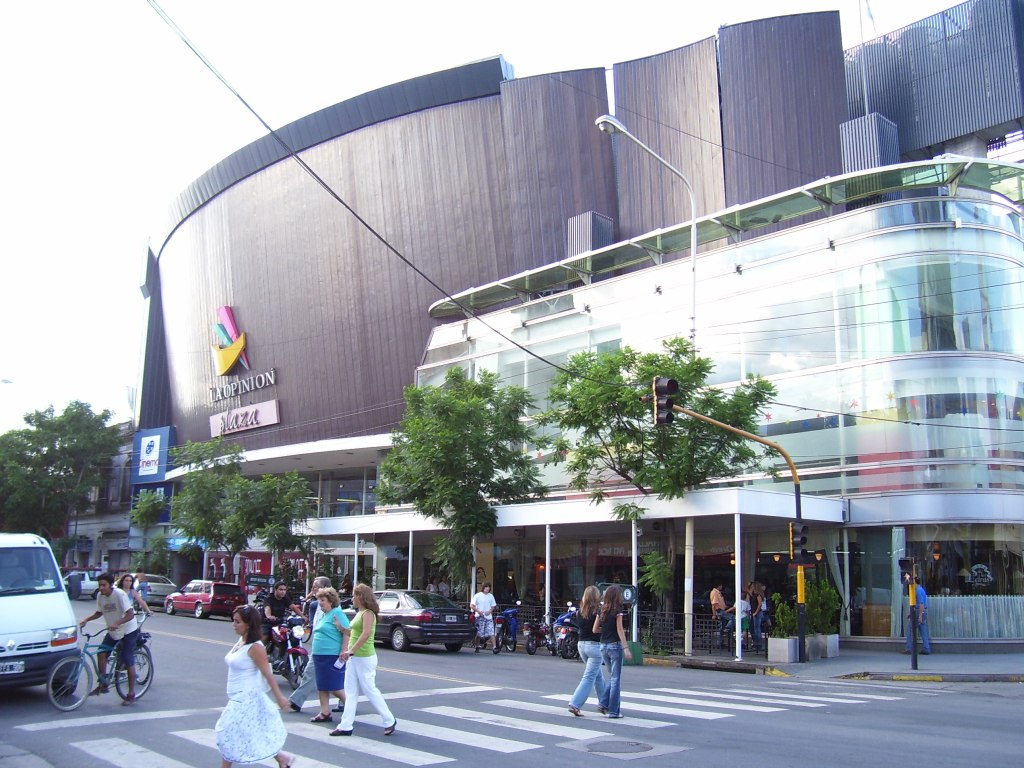
La Opinión Plaza, нова штаб-квартира місцевої щоденної газети

Відновлення економіки Аргентини розпочалось у 2003 році, що призвело до різкого зростання промислового виробництва у місті та сільськогосподарського — у регіоні. Тільки упродовж одного 2003 року у місті було відновлено 2 500 робочих місць. 2950 км² прилеглих територій виділено під сільськогосподарські угіддя. Й хоча місцеві фермери масово перейшли на виробництво м'ясо-молочної продукції, Пергаміно залишався національним лідером із виробництва зернових, зокрема сої та кукурудзи. Тим не менше кількість населення, задіяного у сільськогосподарському секторі станом на 2006 рік становила лише 8%, а у переробній промисловості — 22% або понад 10 000 робочих місць.
Мер Пергаміно, Ектор Гутьєррес, як і більшість його попередників, є представником Громадянського радикального союзу, найстарішої аргентинської політичної партії з тих, що нині існують. Його було обрано у 1999 році.

## Клімат
| Клімат Пергаміно (1961—1990) | Клімат Пергаміно (1961—1990) | Клімат Пергаміно (1961—1990) | Клімат Пергаміно (1961—1990) | Клімат Пергаміно (1961—1990) | Клімат Пергаміно (1961—1990) | Клімат Пергаміно (1961—1990) | Клімат Пергаміно (1961—1990) | Клімат Пергаміно (1961—1990) | Клімат Пергаміно (1961—1990) | Клімат Пергаміно (1961—1990) | Клімат Пергаміно (1961—1990) | Клімат Пергаміно (1961—1990) | Клімат Пергаміно (1961—1990) |
| Показник | Січ.                         | Лют.                         | Бер.                         | Квіт.                        | Трав.                        | Черв.                        | Лип.                         | Серп.                        | Вер.                         | Жовт.                        | Лист.                        | Груд.                        | Рік                          |
| Абсолютний максимум, °C | 41,9                         | 39,3                         | 35,9                         | 34,8                         | 32,0                         | 27,8                         | 31,3                         | 35,2                         | 36,5                         | 37,5                         | 39,0                         | 40,3                         | 41,9                         |
| Середній максимум, °C | 30,5                         | 29,1                         | 26,5                         | 23,1                         | 19,6                         | 15,6                         | 15,5                         | 17,4                         | 19,8                         | 22,4                         | 25,7                         | 29,2                         | 22,9                         |
| Середня температура, °C | 23,8                         | 22,4                         | 19,9                         | 16,4                         | 13,1                         | 9,3                          | 9,8                          | 11,0                         | 13,5                         | 16,2                         | 19,4                         | 22,5                         | 16,4                         |
| Середній мінімум, °C | 16,7                         | 16,0                         | 14,0                         | 10,6                         | 7,6                          | 4,4                          | 4,8                          | 5,1                          | 6,8                          | 10,0                         | 12,8                         | 15,5                         | 10,4                         |
| Абсолютний мінімум, °C | 5,0                          | 4,0                          | 2,3                          | −1,8                         | −6                           | −6,4                         | −8,5                         | −6,5                         | −4,5                         | −2,5                         | 2,0                          | 2,7                          | −8,5                         |
| Середня кількість сонячних годин на місяць | 291,4                        | 248,6                        | 238,7                        | 204,0                        | 182,9                        | 150,0                        | 164,3                        | 201,5                        | 213,0                        | 232,5                        | 270,0                        | 285,2                        | 2682,1                       |
| Норма опадів, мм | 113.9                        | 118.8                        | 142.8                        | 71.8                         | 47.0                         | 30.8                         | 40.7                         | 39.3                         | 58.1                         | 120.1                        | 95.7                         | 93.2                         | 972.2                        |
| Днів з опадами | 8                            | 8                            | 8                            | 6                            | 6                            | 5                            | 5                            | 5                            | 5                            | 9                            | 8                            | 8                            | 81                           |
| Вологість повітря, % | 65                           | 71                           | 76                           | 78                           | 80                           | 81                           | 82                           | 76                           | 71                           | 73                           | 69                           | 65                           | 74                           |
| --- | ---------------------------- | ---------------------------- | ---------------------------- | ---------------------------- | ---------------------------- | ---------------------------- | ---------------------------- | ---------------------------- | ---------------------------- | ---------------------------- | ---------------------------- | ---------------------------- | ---------------------------- |
| Джерело: NOAA, Oficina de Riesgo Agropecuario (record highs and lows), Instituto Nacional de Tecnología Agropecuaria (sun only 1967–2009), Servicio Meteorológico Nacional (precipitation days) |                              |                              |                              |                              |                              |                              |                              |                              |                              |                              |                              |                              |                              |

## Видатні жителі міста
- Артуро Умберто Ільїя — президент Аргентини з 12 жовтня 1963 до 28 червня 1966 року, член Громадянського радикального союзу.
- Атауальпа Юпанкі (22 січня 1908 — 23 травня 1992) — аргентинський співак, поет, гітарист і письменник. [19]
- Паола Суарес (нар. 23 червня 1976 року) — тенісистка, одна з лідерів світового тенісу на початку 2000-х років.[20]
- Аугусто Фернандес — футболіст, виступав за футбольні клуби Рівер-Плейт і Велес Сарсфілд.[21]
- Карлос Барбаріто — відомий поет[22]